# Réserve forestière exclue de chasse de Tingi Hills
La réserve forestière excue de chasse de Tingi Hills (Sankan Biriwa) se trouve en Sierra Leone. Il a été créé en 1947 avec une superficie de 118 km².

## Informations générales
La réserve est située à l'extrême est des chaînes de montagnes de la Sierra Leone, près de la frontière orientale avec la république de Guinée. Le point culminant est le Sankan Biriwa, qui comporte deux cimes séparés par une gorge étroite qui s'élèvent au-dessus de 1 800 m, le plus septentrional, à 1 853 m, étant le deuxième plus haut sommet du pays. Il est la source des affluents de deux grands fleuves, le Sewa et le Mano. La végétation est constituée d'une mosaïque forêt-savane de 305 à 915 m d'altitude, de savane arbustive sur le plateau à 915–1 650 m et de prairies de montagne au-dessus de 1 680 m. La forêt galerie se trouve le long des affluents fluviaux à 450–915 m et, par endroits, jusqu'à 1 375 m.